# 中国传媒大学
中国传媒大学（英語：Communication University of China），简称中传。位于北京市朝阳区定福庄，是一所由国家“211工程”建设的重点大学和教育部直属高等院校。
学校以社会科学、人文学科和艺术教育为办学基础，形成文、工、管、经、法、理、教多学科协调发展的办学特色，致力于外语、新媒体、广播、电视、电影、网络、出版、报刊等传媒人才培养和科学研究。有“中国广播电视及媒体人才摇篮”的美誉。中国传媒大学校园占地面积46.36万平方米，总建筑面积48.35万平方米。与北京第二外国语学院相邻。
中传的前身是北京广播学院（简称广院）。时至今日，国内外许多媒体人都出自中国传媒大学，在传媒领域中享有极高的声誉，其新闻学、广告学等优势学科及包括动画、摄影、音乐、播音与主持艺术等在内的艺术专业在国内长期排名前列，被誉为“中国信息传播教育的最高学府”。建校多年来，学校培养了大批广播电视领域高层次人才，被誉为“中国广播电视人才摇篮”、“信息传播领域的知名学府”。

## 历史

### 初期
1954年3月3号，中央广播事业局广播技术人员训练班在北京西南郊良乡12号发射台内成立。李伍副局长临时兼任班主任，训练班总共办了六期，培训中等技术人员922人。1956年5月28日，刘少奇在听取中央广播事业局工作汇报时，建议创办培养广播干部的高等学校。1958年9月2日，中央广播事业局在原有的广播技术人员训练班的基础上创办北京广播专科学校，学制两年，设发送、传音、电视三个工科专业，后根据需要增设波斯语专业本科班。倪正义任负责人。

### 北京广播学院时期
1959年9月7日，扩建为北京广播学院，设新闻系、无线电系、外语系等11个专业。1959年12月4日，北京广播学院首届学生会成立。1961年8月4日，北京广播学院首届外语专业本科生毕业。1964年11月11日，郭沫若题写校名“北京广播学院”。1965年9月，定福庄北京石油学校正式作为广播学院新校址。文化大革命期间，学校停办。1998年12月18日，北京广播学院国际交流中心竣工启用。2001年10月，通过教育部验收，进入中国高等教育“211工程”行列。2002年3月，中国矿业大学（北京校区）东校园（原北京煤炭干部管理学院，简称“煤干院”）整体并入北京广播学院，两个校区之间的白杨大道虽然横穿传媒校园内，但是却属于市政道路。

### 中国传媒大学时期
2004年8月，经中华人民共和国教育部批准更名为“中国传媒大学”。9月，举行校庆50周年暨校名更名晚会。同年，中国传媒大学在南京建立了一所隶属于该校的独立学院：中国传媒大学南广学院。2012年，新图书馆落成，成为北京东部地区最大的高校图书馆建筑，也被戏称为“定福庄大阅城”。
2020年3月18日，经中华人民共和国教育部批准，中国传媒大学管理的独立学院中国传媒大学南广学院脱离该校管理，并转设为民办本科院校南京传媒学院。

## 学校象征
中国传媒大学的校训是：立德、敬业、博学、竞先。

## 院系設置

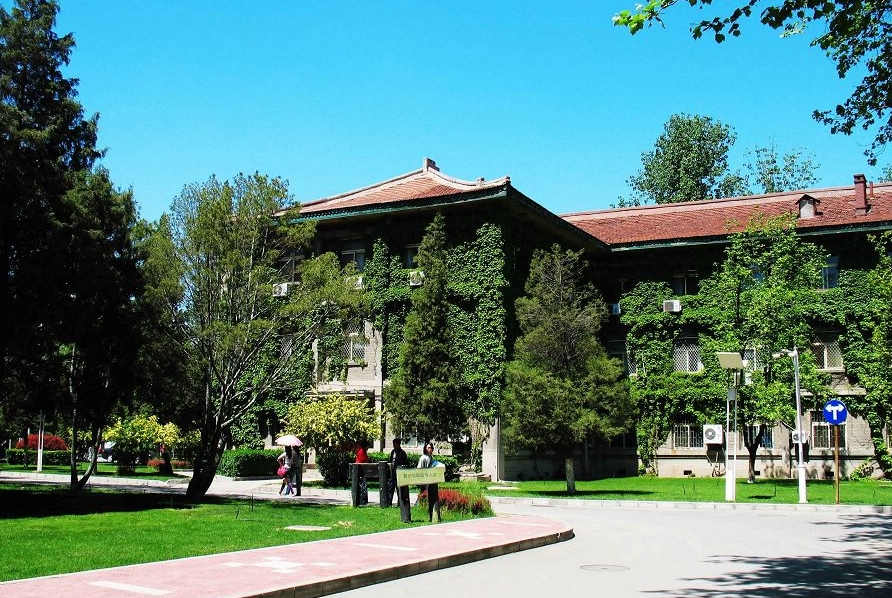
教學樓

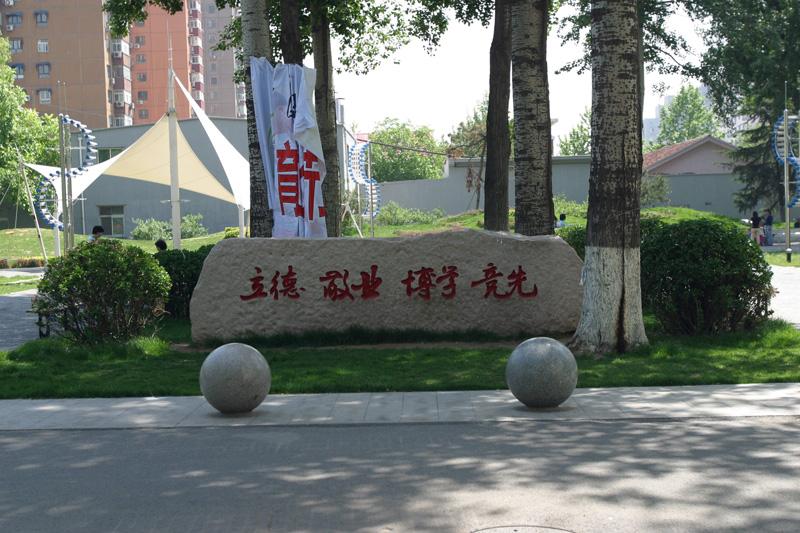
校訓

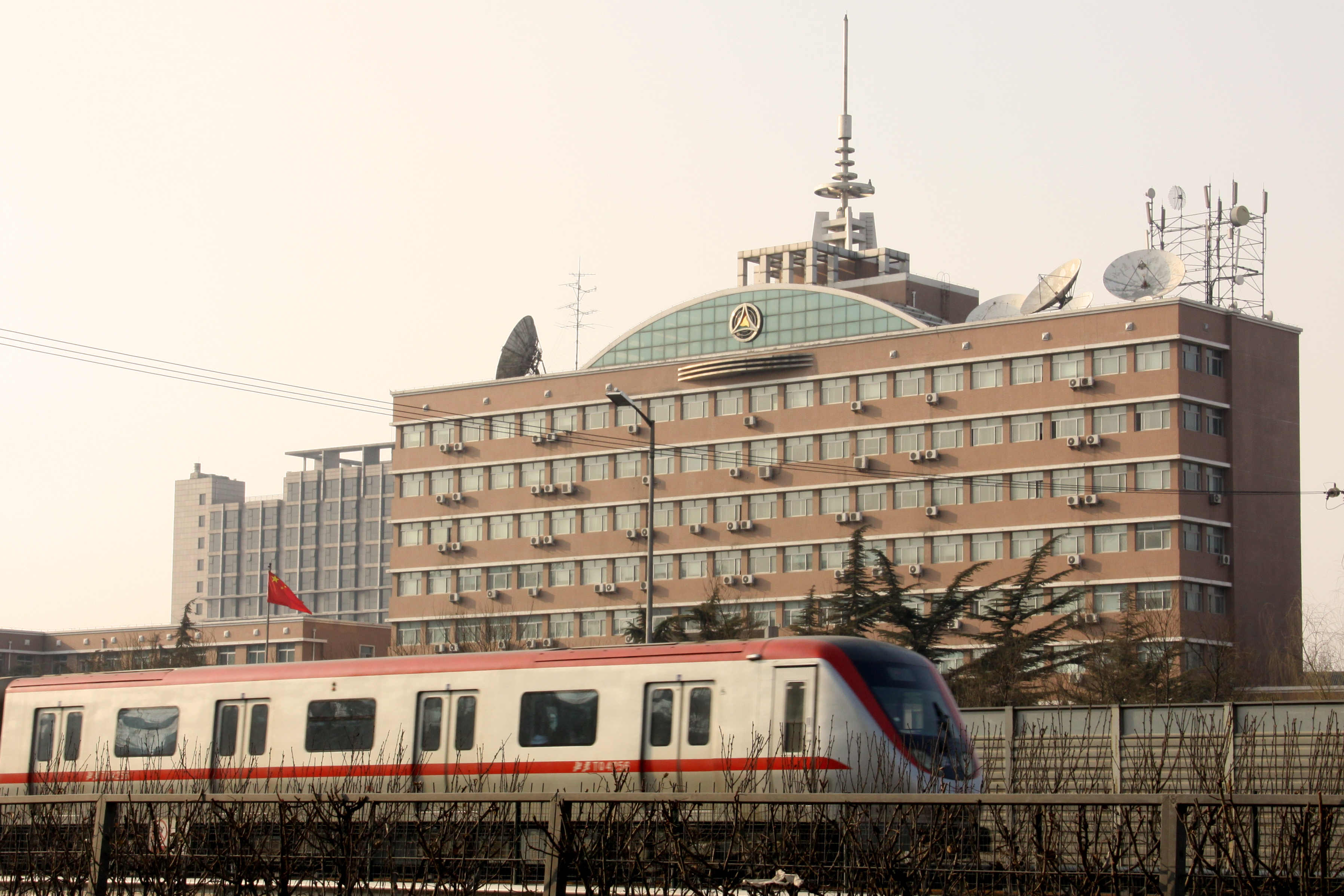
南门前的地铁八通线

### 学部
新闻传播学部、艺术学部、理工学部、人文学部等6个学部和协同创新中心。

### 學院
学校现共有21个教学科研单位
学校直属学院有马克思主义学院、国际传媒教育学院 ；
新闻传播学部下设电视学院、新闻学院、传播研究院；
艺术学部下设动画与数字艺术学院、戏剧影视学院、音乐与录音艺术学院（内设艺术教育中心）、播音主持艺术学院、艺术研究院；
理工学部下设信息与通信工程学院、计算机与网络空间安全学院、数据科学与智能媒体学院
人文学部下设人文学院（内设汉语国际教育中心）、外国语言文化学院
经济管理与广告学部下设广告学院、经济与管理学院、文化发展研究院、雄安新区发展研究院；
协同创新中心下设新媒体研究院、传媒科学研究所；

### 學系
电子信息工程系、 通信工程系、广播电视工程系、数字媒体技术系、自动化系、应用数学新闻学系、传播学系、电视系、编辑学系、新媒体广告传播系、广告学系、广告设计系、公共关系系、国际传播系、国际关系学系、英语语言文学系、外语系、经济系、公共管理系、管理科学与工程系、法律系、社科系、文艺系、导演表演系、广播电视文学系、摄影系、美术系、录音系、播音系、应用语言学系、动画系、游戏设计系、数字艺术系、中国文学系、语言文化系、应用数学系、光电学系、计算机科学与技术系、软件工程系、政治学与行政学系等 37个系。
学校拥有4个博士后科研流动站，7个一级学科博士学位授权点（25个二级学科博士点）、18个一级学科硕士学位授权点（89个二级学科硕士点），6个硕士专业学位类别，80个本科专业。另外设有独立学院：中国传媒大学南广学院。学院共设有播音与主持艺术学院、新闻传播学院、传媒技术学院、演艺学院、广播电视学院、摄影学院、动画与数字艺术学院、文化管理学院、国际传播学院、艺术设计学院10个院。开设34个本科专业，88个专业方向。学校专设行业培训机构——中国传媒大学培训中心。校高等教育自学考试主管机构——中国传媒大学自考办，2007年四月开设广播电视编导、摄影两个专业，2010年增加了播音与主持、动画两个热门专业。同时远程与继续教育学院开展一年制自考助学工作，为参加自考的学生提供业余辅导。

## 学校设施

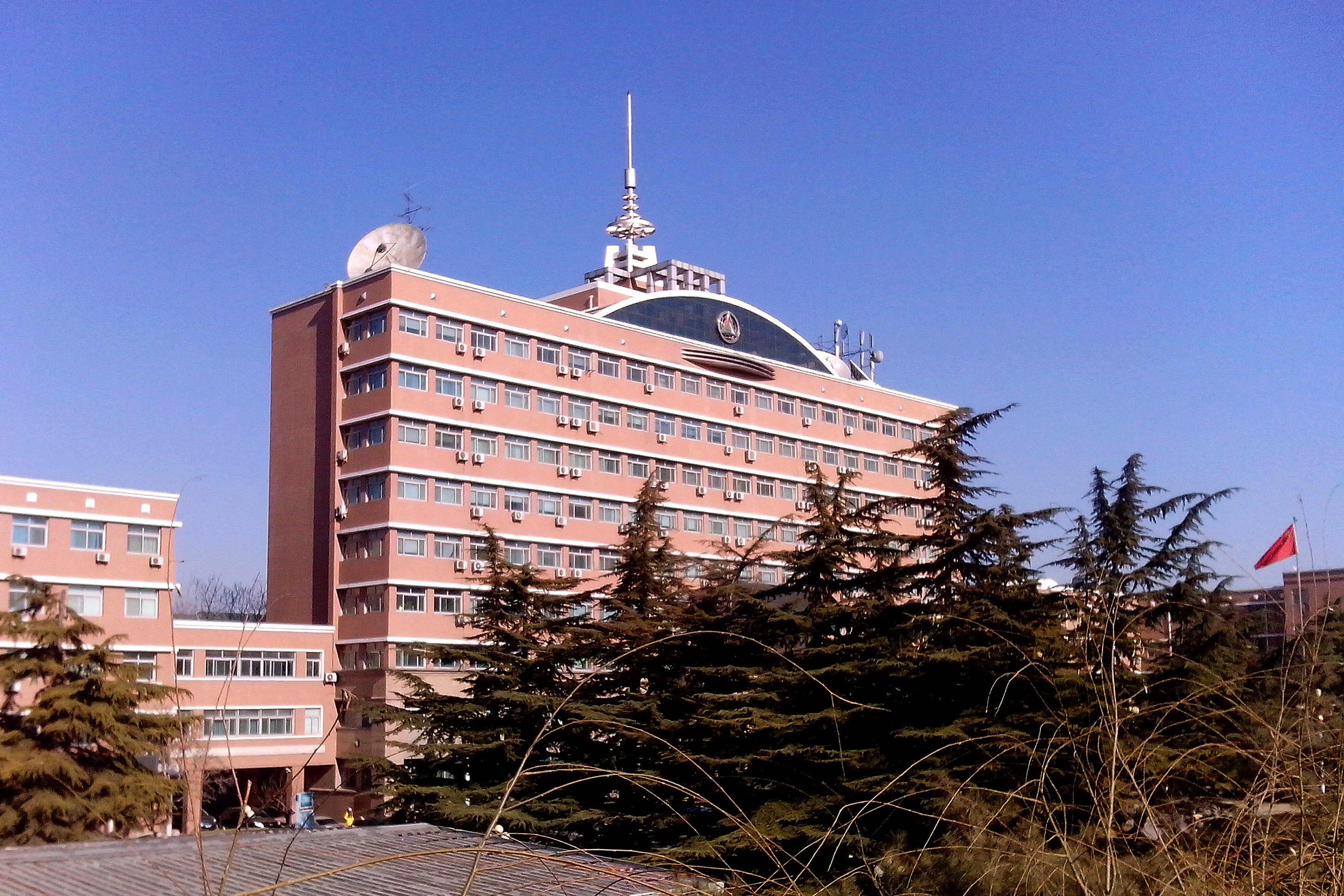
主楼

### 图书馆

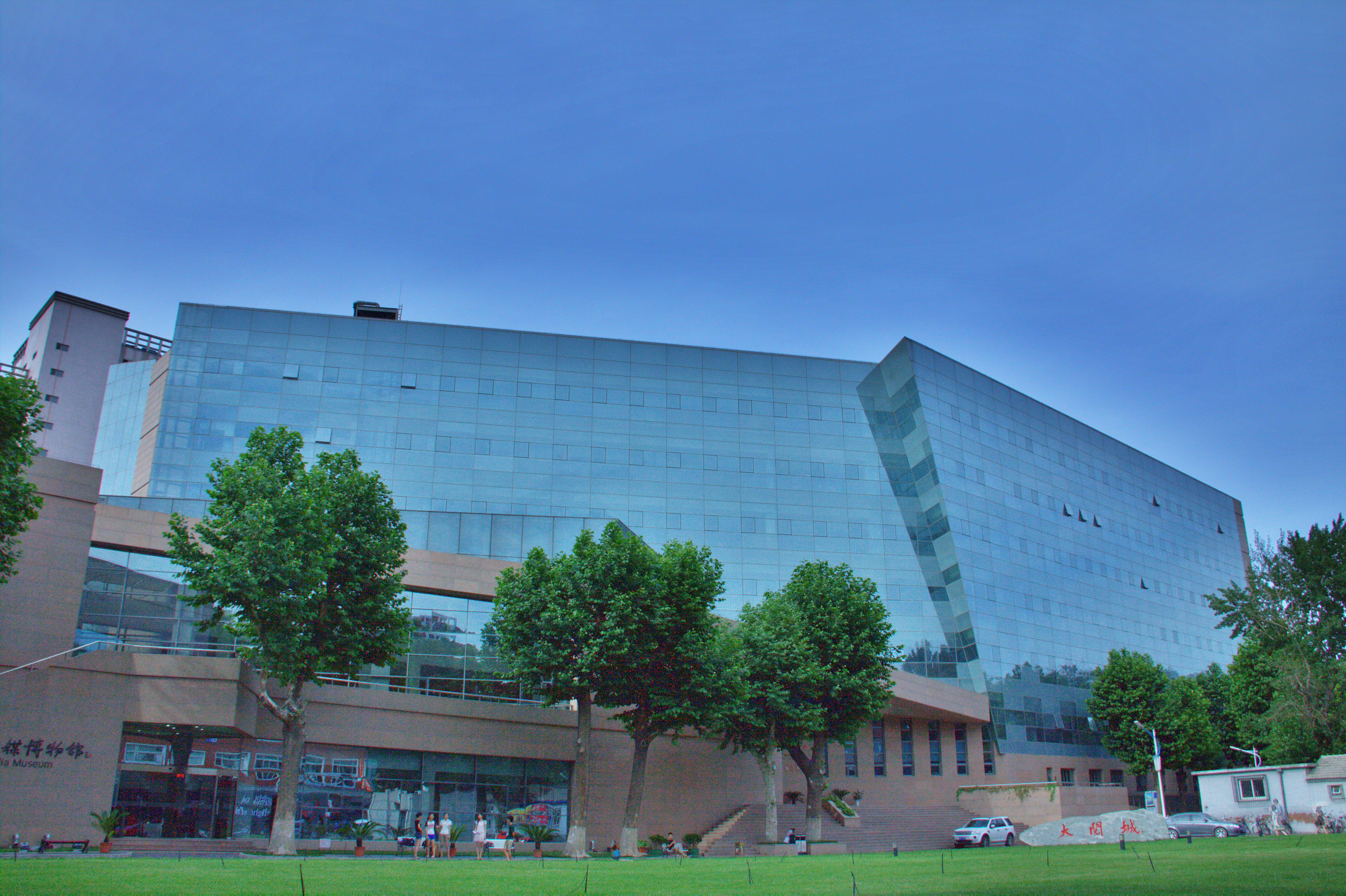
图书馆

图书馆的资源建设与学校各专业本科教学、学科设置和科研方向紧密联系，文献收藏以該校各本科专业所涉及学科的基础理论文献、教学参考文献、科学研究参考文献为主。
新圖書館於2012年建成开放，建筑面积43000平方米，共九层，阅览座位2000余个，是北京东部地区最大的单体图书馆：地下一层为传媒博物馆，一层为服务大厅，二层为报刊阅览，三至五层为文、理、工以及外文图书开架借阅区，六层为库本库和特藏区，七层为电子音像区。
中国传媒大学图书馆传媒相关藏书颇具特色，二层报刊区存有诸多晚清、民国报刊的影印合订本，包括《知新报》《申报》《新青年》《大公报》《中央日报》等，以及中华人民共和国建国后至今的各种大报、小报的报纸原本，如《新华日报》《解放日报》《人民日报》《光明日报》《中国青年报》等，出版时期基本完整，包括解放初期、文革时期、以及89事件时期等，并有部分外文报纸的原本，如前苏联《真理报》。此外，图书馆藏有相当数量的新闻传播、广播电视相关专业的书籍及文献资料。

### 学校出版物
学校主办《现代传播》《中国传媒大学学报》（自然科学版）《当代电影》《电视艺术》《媒介》《广告主》等学术刊物，编纂出版《中国广播电视年鉴》《消费行为与生活形态年鉴》《中国广告作品年鉴》，经营中国传媒大学出版社、中国传媒大学电子音像出版社。《传媒青年》（校共青团委刊物），《新闻视野》（电视与新闻学院新闻系传播系），《电视人》（电视与新闻学院电视系），《传媒工科生》（信息工程学院记者团），《中传攻略》。

### 校园媒体
学校有三大校园媒体，主要由学校管理，学生自主运营——中国传媒大学广播台、中国传媒大学电视台、中国传媒大学校报。三大校园媒体均为校内学习实践基地，学生可以在此实际参加广播、电视、报纸的整体制作流程，为以后的工作打下基础。

## 地理环境

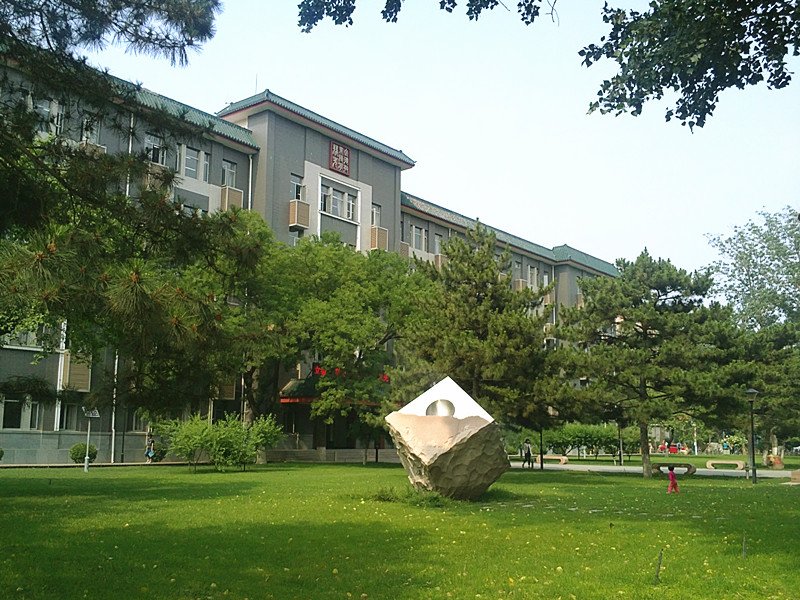
一教和孔子廣場

位于中国北京市朝陽區定福庄东街1號，处东五環以東，建国路（京通快速路）以北，朝阳路以南的区域，与北京第二外国语学院为邻。占地面积708亩，校舍面积46万平方米。有主楼、东配楼、西配楼、核桃林、一号教学楼、综合实验楼、四十八号教学楼、二号教学楼、孔子广场、校园湖、传媒文化广场、南操场、新图书馆、南图书馆（崔永元口述历史博物馆）、校电视台、梆子井学生公寓、中蓝学生公寓等建筑物。南门设有北京地鐵八通線傳媒大學站，北门设有北京快速公交2号线定福庄站。

## 领导机构

### 现任领导[20]
| 職務                 | 姓名                                                                   |
| -------------------- | ---------------------------------------------------------------------- |
| 党委书记             | 廖祥忠                                                                 |
| 党委副书记、校长     | 张树庭                                                                 |
| 党委副书记、纪委书记 | 蔺海波                                                                 |
| 党委副书记           | 李众                                                                   |
| 副校长               | 刘守训 李新军 王晖 杨懿 柴剑平                                         |
| 党委常委             | 廖祥忠 张树庭 蔺海波 李众 刘守训 李新军 王晖 杨懿 柴剑平 徐红梅 张绍华 |
| 校长助理             | 金炜                                                                   |

## 学院和科系

### 学院

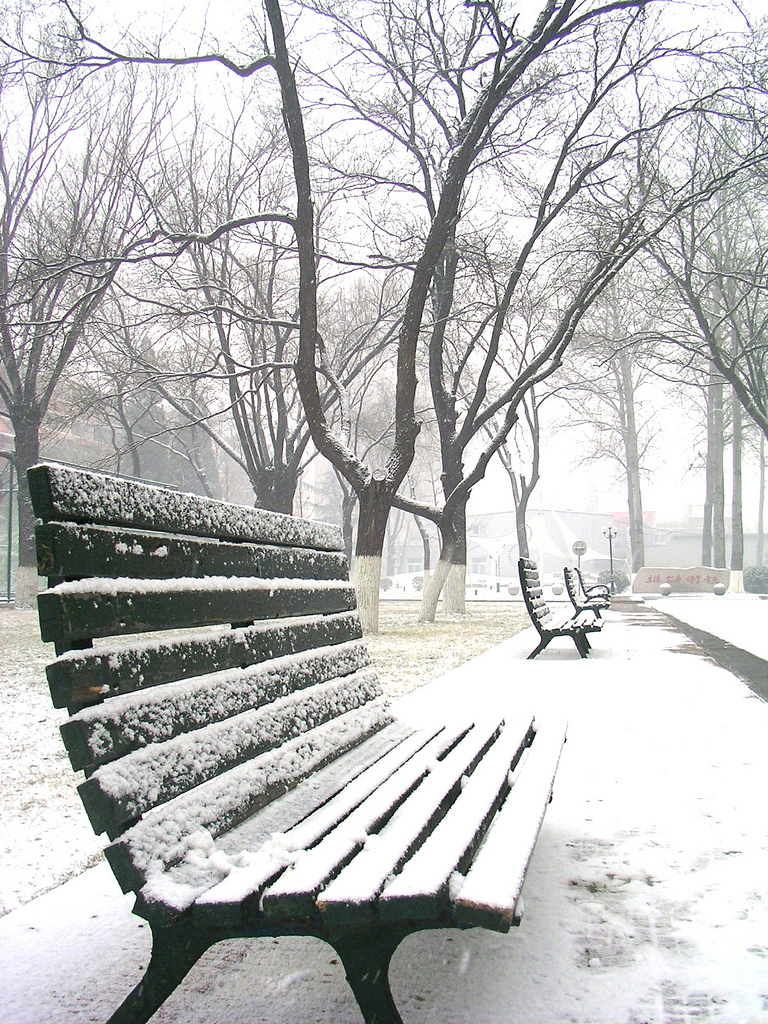
校園雪景

后历经院系调整和学科发展，中国传媒大学共设新闻学院、广告学院、电视学院、外国语言文化学院、戏剧影视学院、人文学院、经济与管理学院、音乐与录音艺术学院、动画与数字艺术学院、国际传媒教育学院、播音主持艺术学院、政府与公共事务学院、文化产业管理学院、计算机与网络空间安全学院、数据科学与智能媒体学院、信息与通信工程学院、远程与继续教育学院、高等职业教育学院。

### 研究所、中心、研究院
1. 国家传播创新研究中心
2. 高等院校外语非通用语本科培养基地
3. 中国系统经济研究中心
4. 教育部人文社会科学重点研究基地广播电视研究中心
5. 广播电视数字化教育部工程研究中心
6. 国家语言资源监测与研究中心有声语言分中心
7. 国家文化产业研究中心
8. 国家动画教学研究基地
9. 亚洲传媒研究中心
10. 欧洲传媒研究中心
11. 媒介与女性研究中心
12. 国际传播研究中心
13. 国家动画教学研究基地
14. 新媒体研究院
15. 体育部
16. 文化发展研究院
17. 艺术研究院
18. 传播研究院
19. 高等教育研究所
20. 当代国际问题研究中心
21. 商务品牌战略研究所
22. 公关舆情研究所
23. 广播产业研究所
24. 受众研究所
25. 国际新闻研究所
26. 传媒教育研究中心
27. 网络舆情研究所
28. 媒介与公共事务研究院
29. 中国纪录片研究中心

## 学生与教师
- 学校现有全日制在校生近15000人，其中普通全日制本专科生9000余人，博士、硕士研究生4000余人；有继续教育在读生近15000人。
- 学校师资力量雄厚，现有教职工1971人，其中专任教师1093人。拥有一批国内外享有声誉的教授、学者。近年来，有1人入选“长江学者”特聘教授，1人入选“长江学者”讲座教授，3人入选“新世纪百千万人才工程”国家级人选，20人入选教育部“新（跨）世纪优秀人才支持计划”，2人荣获国家级教学名师奖，2人荣获全国优秀教师荣誉称号，9人次荣获北京高校教学名师奖，30人次获北京市优秀教师等荣誉称号。一批中青年学术骨干脱颖而出，教师队伍的整体学术实力得到增强。同时，学校还聘请了一批著名专家学者担任特聘教授、客座教授或兼职教授。

### 相册

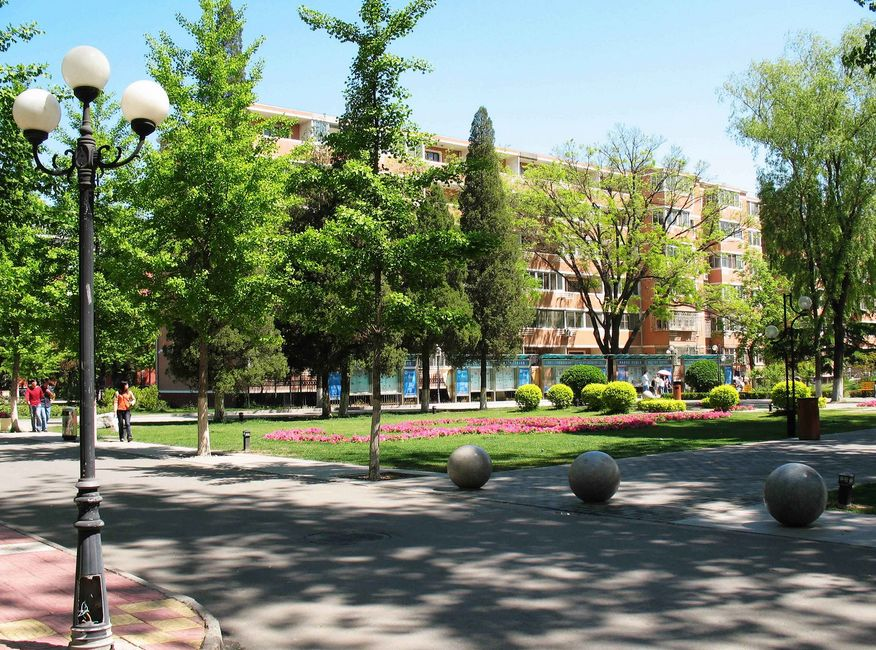
文化廣場
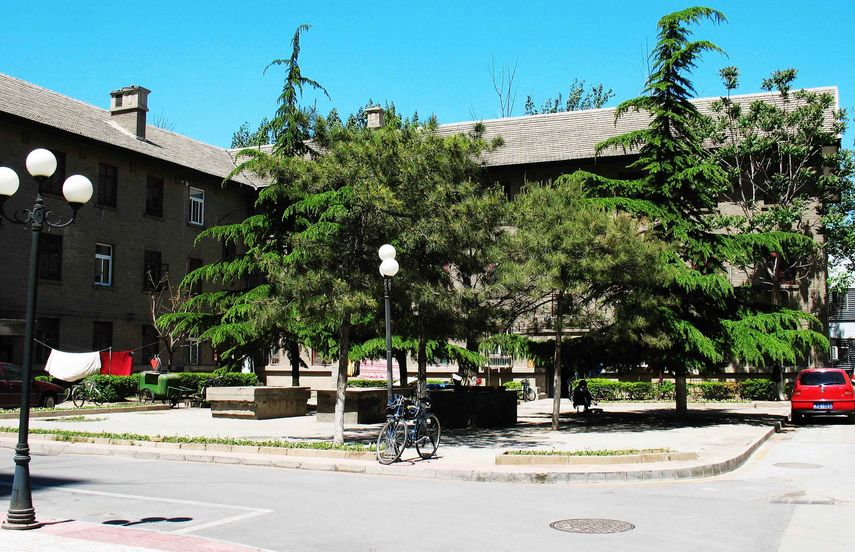
舊員工公寓
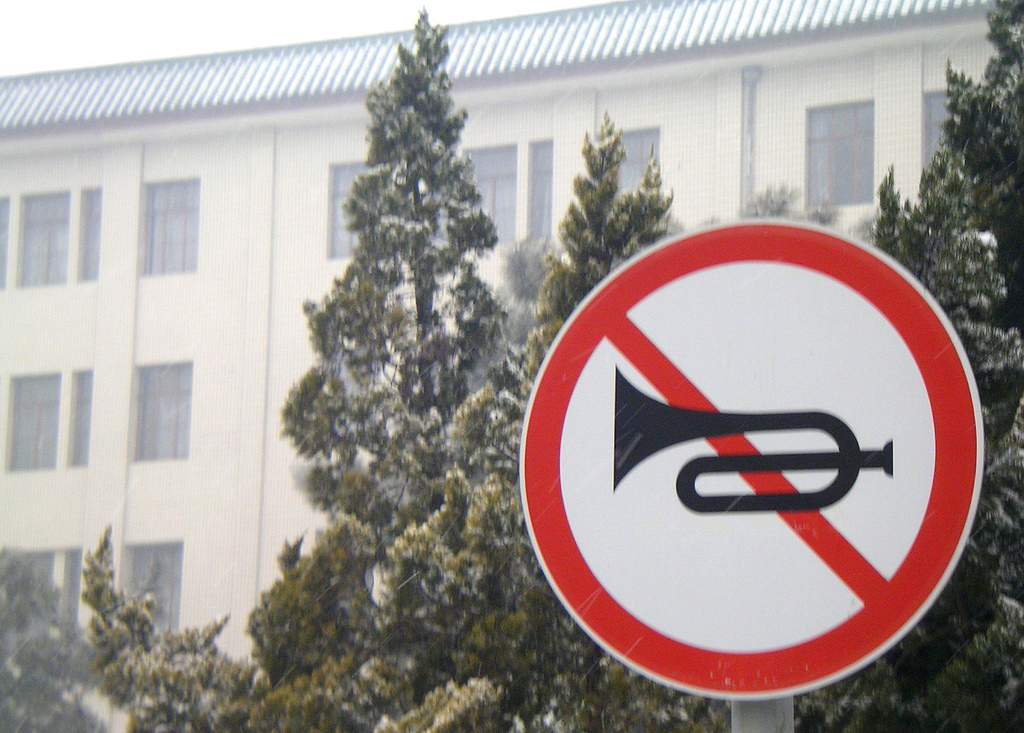
校內風景
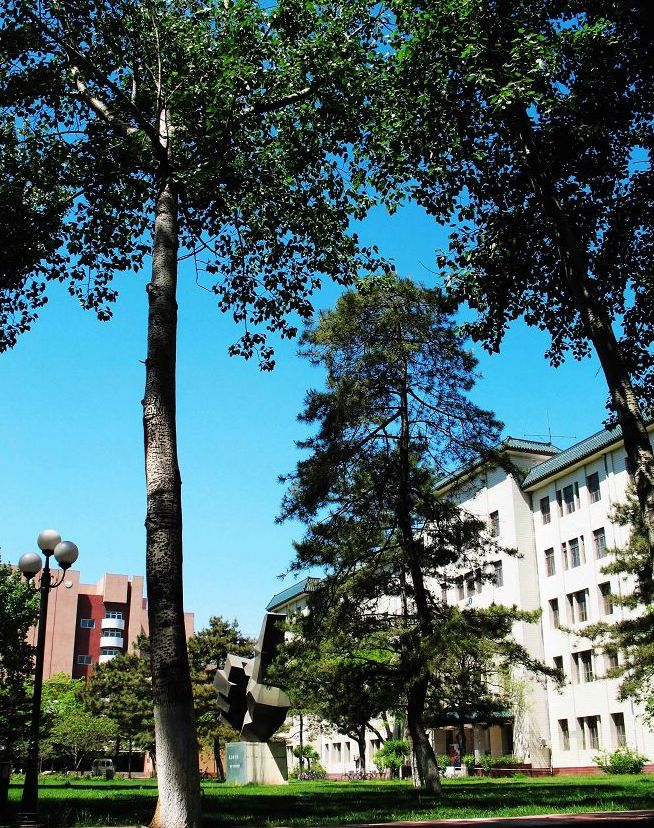
1號教學樓
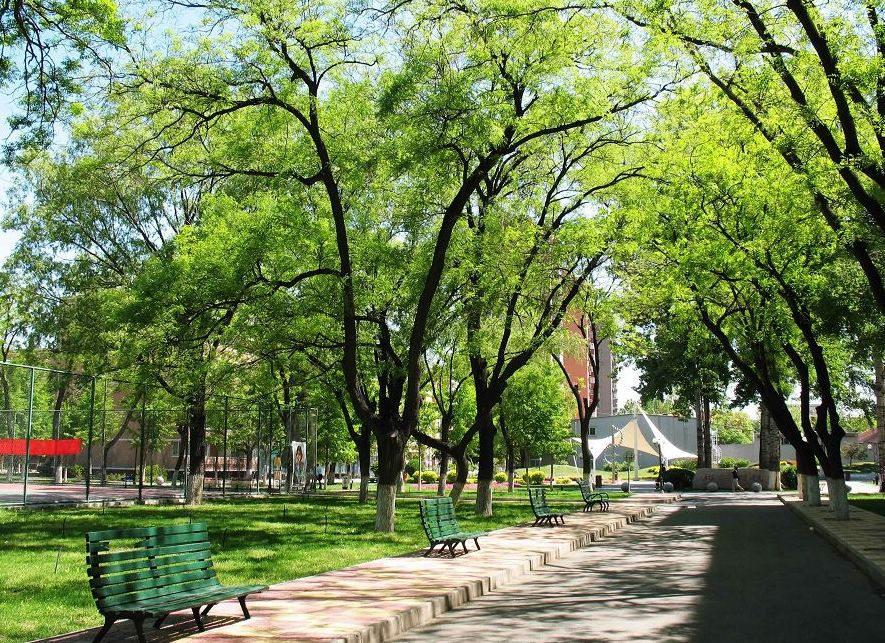
教學樓附近校景
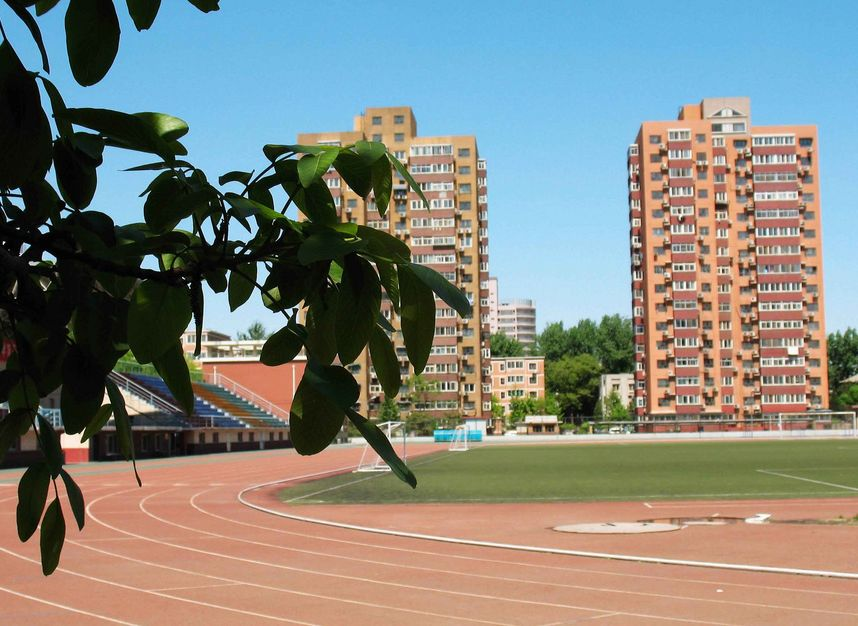
運動場
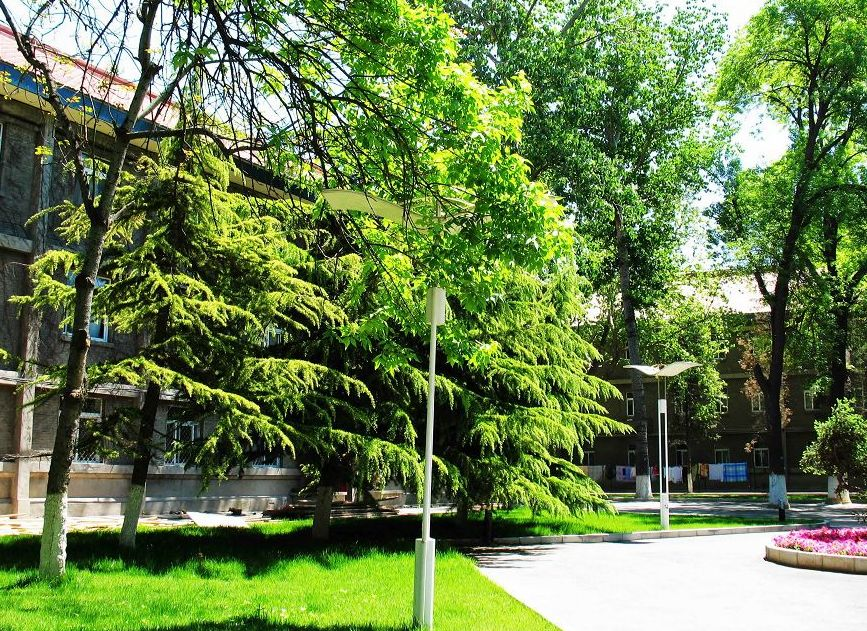
學生宿舍
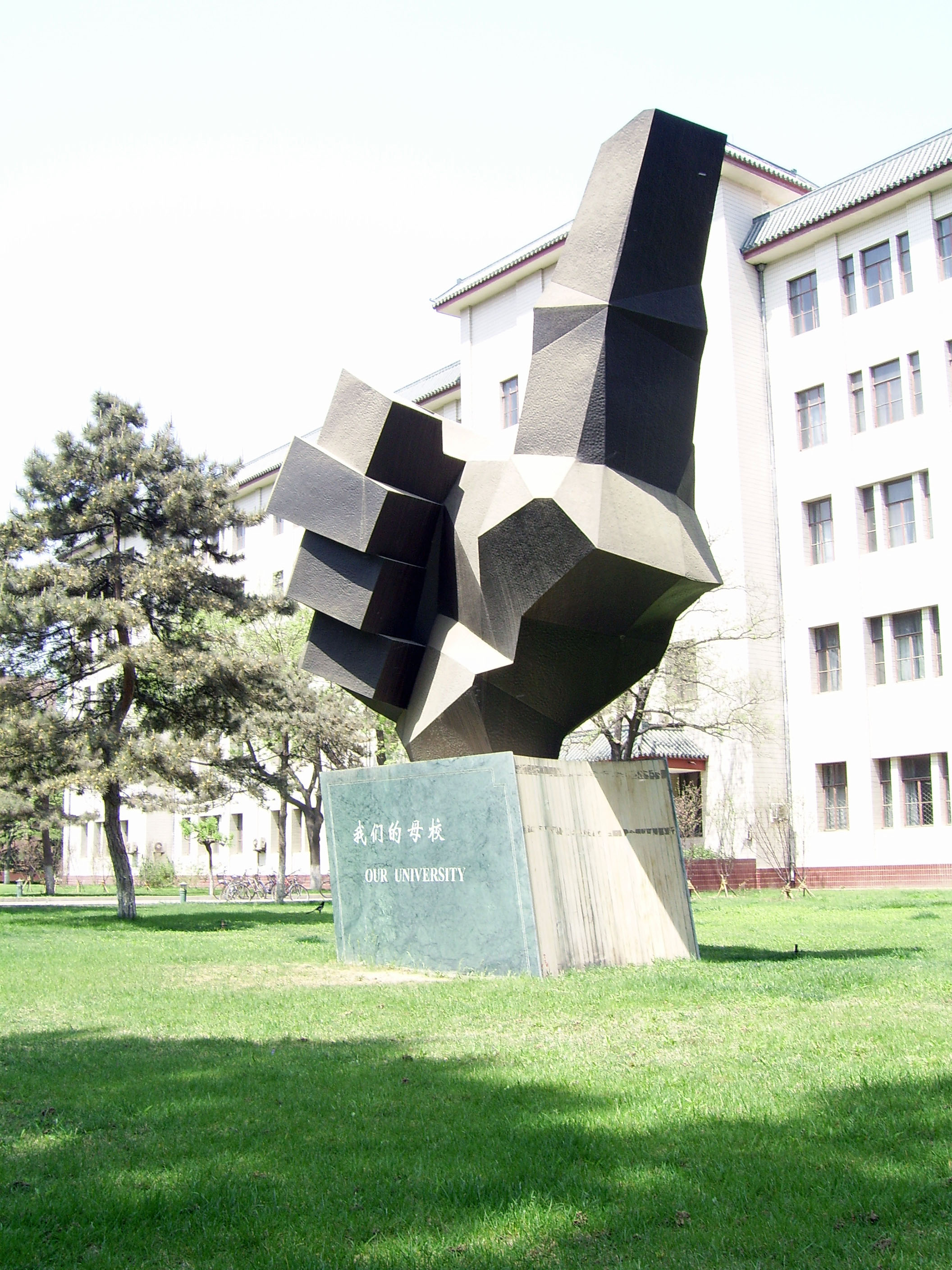
雕塑

## 对外交流

### 部分合作院校
歐洲:
- 英国：威斯敏斯特大学、邓迪大学、斯旺西大学
- 法國：巴黎第二大学、巴黎第八大學
- 德国：波鸿鲁尔大学
- 義大利： 佩鲁贾外国人大学
- 葡萄牙：里斯本大学
- 瑞典：乌普萨拉大学
- 塞爾維亞：贝尔格莱德大学
- 冰島：冰岛大学
- 西班牙：穆尔西亚大学
- 比利时：根特大学、法語布魯塞爾自由大學
- 挪威：奥斯陆大学学院

亞洲:
- 香港：香港中文大学、香港浸会大学、香港城市大学、香港教育大學
- 臺灣：國立台湾藝術大学、世新大学、國立台湾大学、中国文化大学、义守大学、辅仁大学、亚东技术学院、國立台湾师范大学、铭传大学、國立政治大学、逢甲大学、嘉义大学
- 日本：早稻田大学、日本大学、城西国際大学、京都産業大学、白鸥大学
- ：淑明女子大学、首尔国立大学、庆熙大学
- 新加坡：南洋理工大学
- 马来西亚：马来亚大学、大同韩新学院
- 泰國：朱拉隆功大学
- 以色列：特拉维夫大学

美洲:
- 美国：南加州大学、加州大学洛杉矶分校、乔治梅森大学、蒙特克莱尔州立大学
- 加拿大：西蒙弗雷泽大学、魁北克大学
- 巴西：南大河州联邦大学

大洋洲
- ：新南威尔士大学、悉尼大学、南澳大学、麦考瑞大学、默多克大学、迪肯大学[21]

## 校園文化

### 学生社团
中国传媒大学学生社团共分学术科技类、公益类、文艺类、体育类、实践类共五类。

### 主要社團
| - 非通用语协会 - 中传港澳台侨学生发展协会 - 中国传媒大学自强社 - 绿色希望协会 - TRY动漫社 - 吉他社 - password爵士文化传播社 - Amigos拉丁舞社 - JA青年成就协会 | - 跆拳道社 - 子衿汉服社 - 自由推广社 - 三农学社 - 鲁迅研究会 - 青果文学社 - 传棋社 |

### 品牌活动
- 社团文化季
- 社彩秋韵
- 研究生学术节
- “广愿与你”联谊会
- “天籁第四季”新年晚会
- 面包创意大赛
- 公益锻炼日
- 地球一小时
- 专项基金招标
- 广院之春
- 风采之星首都才艺选拔大赛
- “半夏的纪念”北京（国际）大学生影像展

### 校歌
目前，中国传媒大学的校歌為《年轻的白杨》。作词人為叶延滨，作曲者為刘天礼。